# Maria Fisker
Maria Fisker (* 3. Oktober 1990 in Favrskov) ist eine dänische Handballspielerin, die dem Kader der dänischen Nationalmannschaft angehört.

## Karriere

### Im Verein
Fisker begann im Alter von fünf Jahren mit dem Handballspielen beim dänischen Verein Vissing Hadsten HK (kurz: VHHK). 2005 wechselte sie in die Jugendabteilung von Randers HK. Fisker schloss sich ein Jahr später Viborg HK an. Mit ihrer Jugendmannschaft gewann sie 2007 die dänische Meisterschaft.
Am 30. August 2007 wurde die damalige Jugendspielerin erstmals in einem Saisonvorbereitungsspiel der Damenmannschaft von Viborg HK eingesetzt. Beim ersten Saisonspiel der Damenmannschaft am 8. September 2007 gegen SK Aarhus, gab sie ihr Debüt in der höchsten dänischen Spielklasse und erzielte einen Treffer. Ab dem 28. Oktober 2007 wurde die Außenspielerin auch in der EHF Champions League eingesetzt. Durch die Schwangerschaft von Henriette Mikkelsen und den verletzungsbedingten Ausfall von Christina Roslyng, hatte sie auf der Linksaußenposition große Spielanteile. Aufgrund ihrer erbrachten Leistung, erhielt sie im Februar 2008 einen Profivertrag bei Viborg. In ihrer ersten Saison erzielte sie insgesamt 28 Treffer in 21 Pflichtspieleinsätzen.
Zum Beginn der Saison 2008/09 kehrte Henriette Mikkelsen wieder in den Kader von Viborg HK zurück, woraufhin Fisker vorerst in der Damenmannschaft nicht mehr zum Einsatz kam. Erst als Mikkelsen im Februar 2009 krankheitsbedingt pausieren musste, gab Fisker ihren Saisoneinstand. Um mehr Spielzeit zu erhalten, wechselte sie im Sommer 2009 zum Ligakonkurrenten Randers HK. In ihrer ersten Spielzeit in Randers gewann sie den EHF-Pokal und trug 45 Treffer zum Erfolg bei. Durch die gezeigte Leistung wurde auch der dänische Nationaltrainer Jan Pytlick auf Fisker aufmerksam, woraufhin sie im Juni 2010 zu einem Lehrgang der Nationalmannschaft eingeladen wurde. Nachdem sie in der darauffolgenden Saison Vizemeister wurde, kehrte sie zu Viborg HK zurück.
Am Ende der ersten Saison nach der Rückkehr zu VHK, wurde Fisker in das Allstar-Team der dänischen Liga gewählt. Im Jahr 2011 wurde sie zu Dänemarks Handballerin der Jahres gewählt. In der Saison 2012/13 musste Fisker aufgrund einer schweren Ellenbogenverletzung größtenteils aussetzen. In der darauffolgenden Spielzeit erzielte Fisker 106 Saisontreffer und gewann mit Viborg den Europapokal der Pokalsieger sowie die dänische Meisterschaft. Im Sommer 2014 zog sich Fisker eine Schulterverletzung zu, wodurch sie einige Spiele zu Beginn der Saison 2014/15 aussetzen musste. Ab dem Sommer 2015 lief sie für den rumänischen Erstligisten CSM Bukarest auf. Mit CSM Bukarest gewann sie 2016 die Meisterschaft, den rumänischen Pokal sowie die EHF Champions League. Ab dem Sommer 2016 stand sie beim dänischen Verein Randers HK unter Vertrag. Mit Randers gewann sie 2016 den dänischen Pokal. Ab dem November 2018 pausierte sie schwangerschaftsbedingt. Im August 2019 kehrte sie zu Viborg HK zurück. Im Januar 2022 legte sie zum zweiten Mal eine Schwangerschaftspause ein.

### In der Nationalmannschaft
Fisker lief anfangs für die dänische Jugend- sowie Juniorinnen-Nationalmannschaft auf. Mit diesen Auswahlmannschaften belegte sie den sechsten Platz bei der U17-Europameisterschaft 2007, gewann die Bronzemedaille bei der U-18-Weltmeisterschaft 2008 und errang bei der U19-Europameisterschaft 2009 den 13. Platz.
Fisker geht seit dem 24. September 2010 für die dänische A-Nationalmannschaft auf Torejagd. Die Weltmeisterschaft 2011 in Brasilien war ihr erstes Großturnier. Sie warf 23 Tore in neun Begegnungen und belegte mit Dänemark den vierten Platz. Nachdem Fisker aufgrund ihrer Ellenbogenverletzung bei der Europameisterschaft 2012 pausieren musste, gehörte sie bei der Weltmeisterschaft 2013 in Serbien wieder dem dänischen Aufgebot an. Im Turnierverlauf erzielte sie 28 Treffer in neun Partien, gewann die Bronzemedaille und wurde zusätzlich in das Allstar-Team der WM gewählt. Bei der Europameisterschaft 2014 wurde sie in das All-Star-Team des Turniers gewählt. Weiterhin nahm sie an der WM 2015 und EM 2016 teil.